# 云南菅
云南菅（学名：Themeda yunnanensis），为禾本科菅属下的一个植物种。其种加词 yunnanensis 意为“云南的”。